# 土曜小倉競馬
『土曜小倉競馬』（どようこくらけいば）とはTVQ九州放送が1992年2月1日から2004年まで小倉競馬第3場開催時（当時1〜2月）、毎週土曜日の15:00から16:00に放送していた競馬番組である。

## 概要
基本的にこの時間のタイトルは『土曜競馬中継』ではあるが、小倉開催分では『土曜小倉競馬』のタイトルを使用した。
- 小倉のメインレースはもちろん、他場のメインレースの中継を行っていた[注釈 2]。
- この番組が放送されていた頃も小倉競馬が主場開催時（7〜9月）、およびその他の開催[注釈 4]はKBS京都の土曜競馬中継をネット受けをしていた。
- 2005年以降は、小倉競馬が第3場開催期間中でもKBS京都制作の京都競馬場からの中継がそのまま同時放送されている。その時の小倉のレース実況は場内のもの[注釈 5]である。なお、2011年からの「うまDOKI」でも原則としてKBS制作のものを放送する中でJRA公式映像を使って実況をするが、土曜日に重賞競走が組まれていない場合は構成の関係で生中継ではなく録画放送となるケースが多い。
- 夏季に「テレQ杯」という寄贈賞のレースが行われているが、この時期はKBS主管制作となるので実況もKBS側が担当する。

## 出演者

### 司会
- 吉松孝（TVQ九州放送アナウンサー）

### アシスタント
- 殿畑佳代
- 藤井敬子
- 立花麻理（TVQ九州放送アナウンサー）

### 解説
- 井尻恵三（競馬ブック所属。『ドラマチック競馬』（北海道文化放送）、『日曜競馬リレー中継』（三重テレビ放送）にも出演していた）

### 実況
- 土居壮
- 松岡俊道（現・テレビ北海道『TVhサマー競馬NEXT』実況担当）
- 長谷川満